# Emil Nowakowski
Emil Nowakowski (Lubin, 15 maggio 1974) è un ex calciatore polacco, di ruolo centrocampista.

## Carriera
Ha giocato 30 partite nella prima divisione polacca con lo Zagłębie Lubin; successivamente ha vestito la maglia del Chrobry Glogow, formazione della seconda serie polacca. Dopo un'esperienza al Central Jersey Riptide nelle serie minori statunitensi, nella stagione 1997-1998 ha militato nel Campionato Nazionale Dilettanti col Matera, con cui ha giocato 5 partite ed è retrocesso in Eccellenza. Ha poi vestito la maglia dello Śląsk Wrocław e nuovamente quella dello Zagłębie Lubin, con cui ha disputato ulteriori 14 partite nella prima divisione polacca, nella quale ha inoltre anche segnato una rete in 23 presenze con la maglia del Polonia Varsavia.
Dal 2004 al gennaio del 2007 ha giocato nella seconda divisione greca con la maglia dell'Olympiakos Volos, con cui ha disputato in totale 53 partite di campionato; ha poi militato anche nella seconda serie greca con MAS Pierikós Kateríni e APÓ Fostíras Távrou, oltre che nelle serie minori tedesche con l'Oberlausitz Neugersdorf; ha poi giocato con varie squadre delle serie minori polacche, ritirandosi definitivamente nel 2014, all'età di 40 anni.